# Вифред I (граф Жироны)
Вифре́д I (кат. Guifré I, исп. Wifredo I) (IX век) — граф Жироны (849—852).

## Биография
Вифред впервые упоминается в исторических источниках в 841 году, когда в должности виконта Жироны присутствовал на судебном заседании, состоявшемся в селении Терадильос (около Баскары). Предполагается, что на государственной ассамблее в Нарбонне в октябре 849 года Вифред I был назначен королём Западно-Франкского государства Карлом II Лысым правителем графства Жирона и пагуса Бесалу. Здесь он стал преемником графа Сунифреда I, возможно, погибшего в прошлом году в результате нападения на его владения Гильома Септиманского.
Единственный сохранившийся до наших дней документ, подписаный графом Вифредом I — хартия о судебном заседании, прошедшем 22 января 850 года. В этом же году Жирона подверглась нападению мусульманского войска во главе с военачальником Абд аль-Каримом бен Мугитом, союзником графа Гильома Септиманского, в это время поднявшего мятеж против короля Карла II Лысого. Мавры разграбили окрестности Жироны, осадили город, но взять его так и не смогли. О том, какую роль сыграл граф Вифред I в отражении этого нападения, исторические источники ничего не сообщают.
Точно неизвестно, по каким причинам Вифред I лишился своего графства, но в 852 году король Карл II передал Жирону (вместе с графствами Барселона, Ампурьяс и Руссильон) графу Одальрику.